# AB InBev Efes
AB InBev Efes war ursprünglich ein Gemeinschaftsunternehmen der belgischen Brauereigruppe Anheuser-Busch InBev und dem türkischen Getränkekonzern Anadolu Efes. Im März 2018 bündelten beide Unternehmen ihre Aktivitäten in Russland und in der Ukraine. An dem Joint Venture hielten beide Konzerne je 50 %. Seit 2024 gehört das Unternehmen vollständig zu Efes.

## Vorgängerunternehmen

### SUN InBev Ukraine
SUN InBev Ukraine PJSC (САН ИнБев Украина) war zeitweise die größte Brauereigruppe in der Ukraine. Sie gehörte wie ihre Schwesterfirma SUN InBev OJSC (zweitgrößte Brauereigruppe in Russland) zur in Zypern registrierten SUN Interbrew Limited.
SUN InBev Ukraine vertrieb im Land neben internationalen Marken des Konzerns das Bier mehrerer ukrainischer Brauereien unter deren Marken Tschernihiwske (Чернігівське, Chernigivske), Rogan (Рогань) und Yantar (Янтар). 2007 betrug der Marktanteil fast 40 % bei einem Ausstoß von über 10 Millionen Hektolitern.

### SUN InBev Russland
SUN InBev OJSC bündelte die russischen Aktivitäten von Inbev.

### Efes Ukraine und Russland
2012 übernahm Anadolu Efes die russischen und ukrainischen Aktivitäten von SABMiller. Im Gegenzug erhielt SABMiller 24 % der Aktien von Anadolu Efes.
2024 verkaufte AB-InBev seinen Anteil an Efes. Im Gegenzug erwarb AB-InBev die ukrainischen Brauereien.

## Standorte
AB InBev Efes hat folgende Betriebe:
- Wladiwostok (Brauerei)
- Wolschski (Brauerei, 200 Mitarbeiter)
- Iwanowo (Brauerei, gegründet 1971 für die Produktion von alkoholfreien Bier, 160 Mitarbeiter)
- Kasan (Brauerei und Mälzerei, gegründet 1867)
- Kaluga (Brauerei)
- Klin (Brauerei, gegründet 1975, 360 Mitarbeiter)
- Nowosibirsk (Brauerei)
- Omsk (Brauerei und Mälzerei, war die größte Brauerei von AB-InBev in Russland)
- Saransk (Brauerei und Mälzerei, wurde als Betrieb in den 1970er Jahren gegründet, Bier wurde erstmals im Dezember 1985 gebraut)
- Uljanowsk (Brauerei)
- Ufa (Brauerei)